# HD 157038
HD 157038，又名CD-3711507，SAO 208740、HR 6450，是一颗恒星，视星等为6.41，位于銀經349.95，銀緯-0.79，其B1900.0坐标为赤經17h 15m 49.9s，赤緯-37° -0.79′ 22″。